# Rödryggig kasik
Rödryggig kasik (Cacicus haemorrhous) är en fågel i familjen trupialer inom ordningen tättingar.

## Utseende och läte
Rödryggig kasik är en stor medlem av släktet med en lång och slank elfenbensfärgad näbb. Fjäderdräkten är helsvart, förutom rött på övergumpen som dock kan vara svårt att se på sittande fågel. Ögonen är tydligt blå. Bland lätena hörs en varierad sång med ljudliga visslingar och ett hårt och varnande "kak-kak-kak".

## Utbredning och systematik
Rödryggig kasik delas in i två underarter med följande utbredning:
- Cacicus haemorrhous haemorrhous – förekommer från sydöstra Colombia till östra Ecuador, Peru, Bolivia och norra Amazonas i Brasilien
- Cacicus haemorrhous affinis – förekommer i Paraguay, östra och södra Brasilien och nordöstra Argentina

Vissa urskiljer även underarten pachyrhynchus med utbredning i Amazonflodens avrinningsområde i Brasilien, östra Peru och norra Bolivia.

## Levnadssätt
Rödryggig kasik hittas i fuktiga skogar. Där uppträder den i trädtaket. Den häckar i kolonier och bygger stora pungformade hängande bon. Fågeln kan göra förflyttningar efter tillgång på regn.

## Status och hot
Arten har ett stort utbredningsområde, men tros minska i antal, dock inte tillräckligt kraftigt för att den ska betraktas som hotad. Internationella naturvårdsunionen IUCN listar arten som livskraftig (LC).

## Bilder

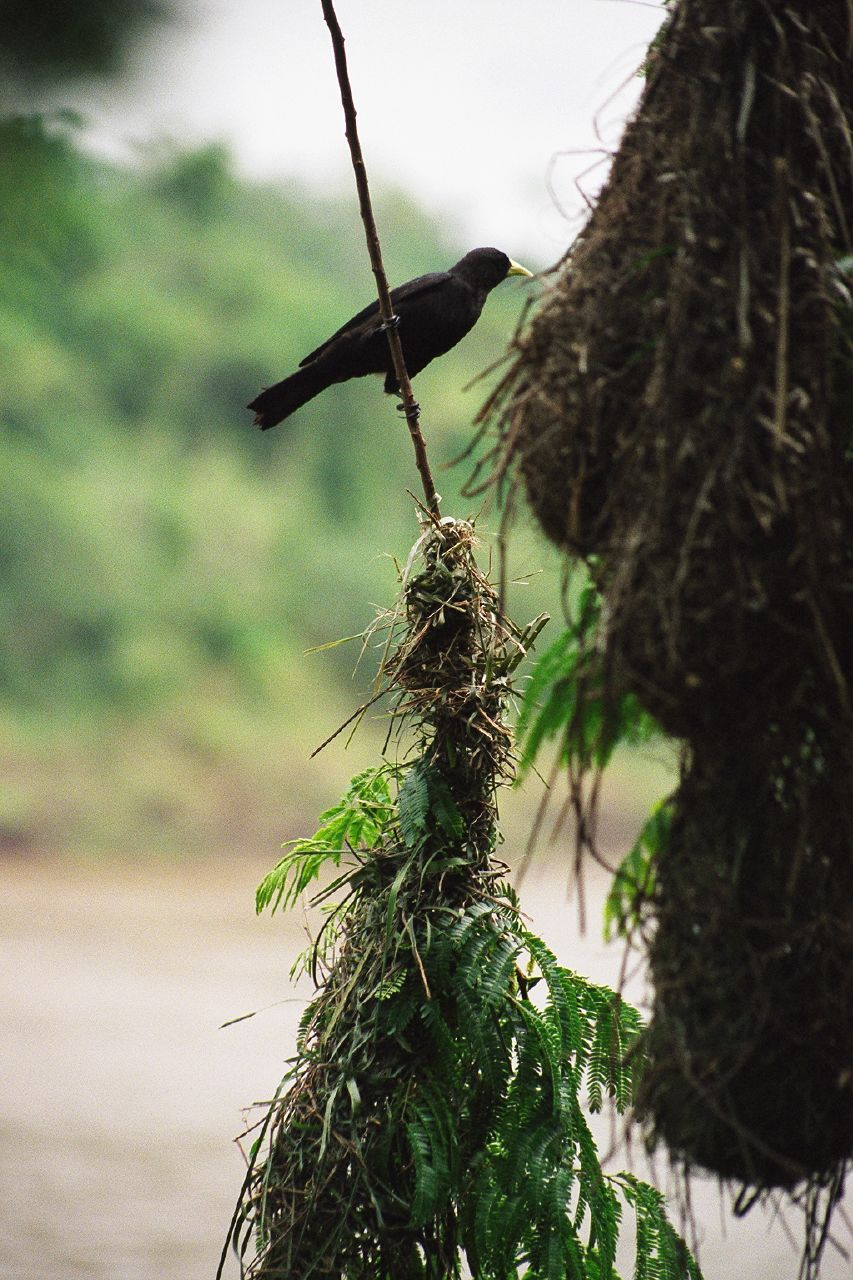
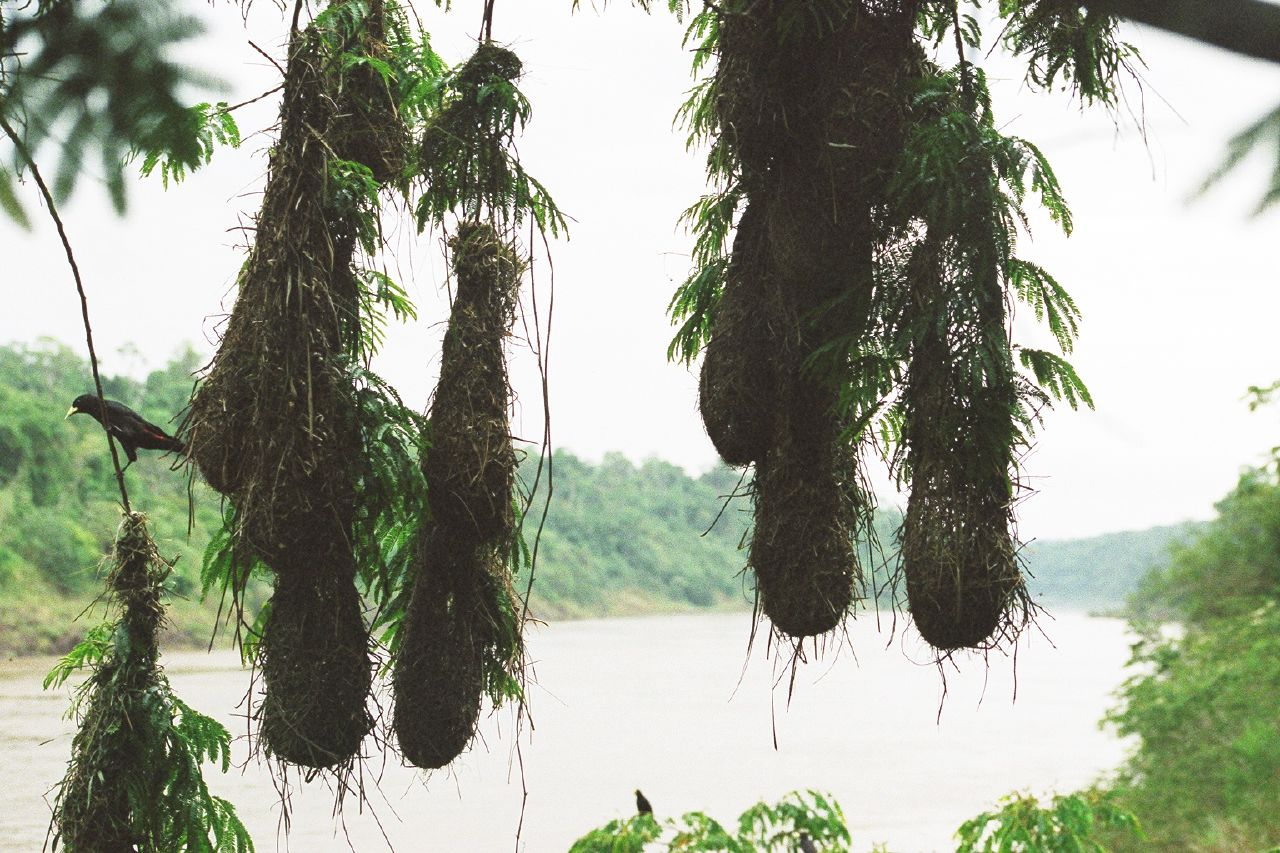
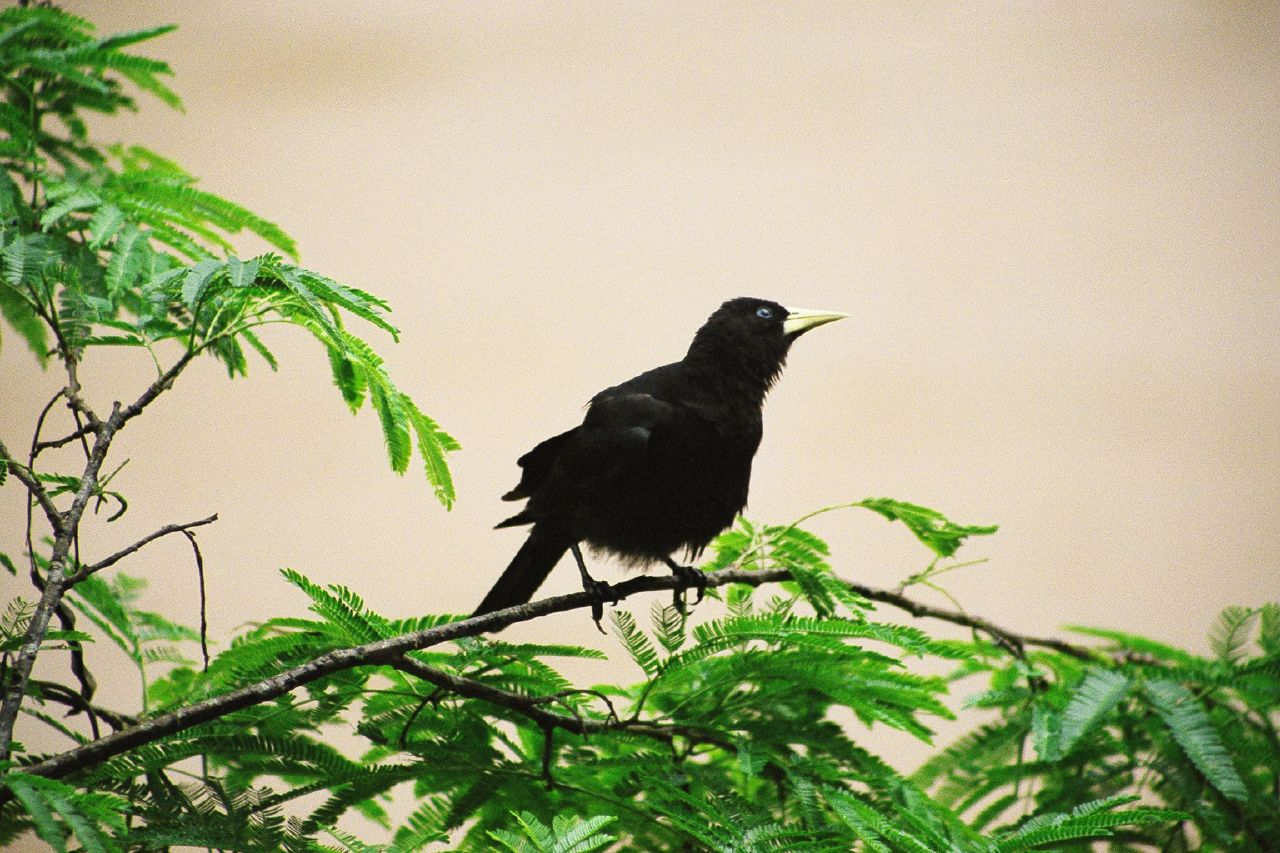
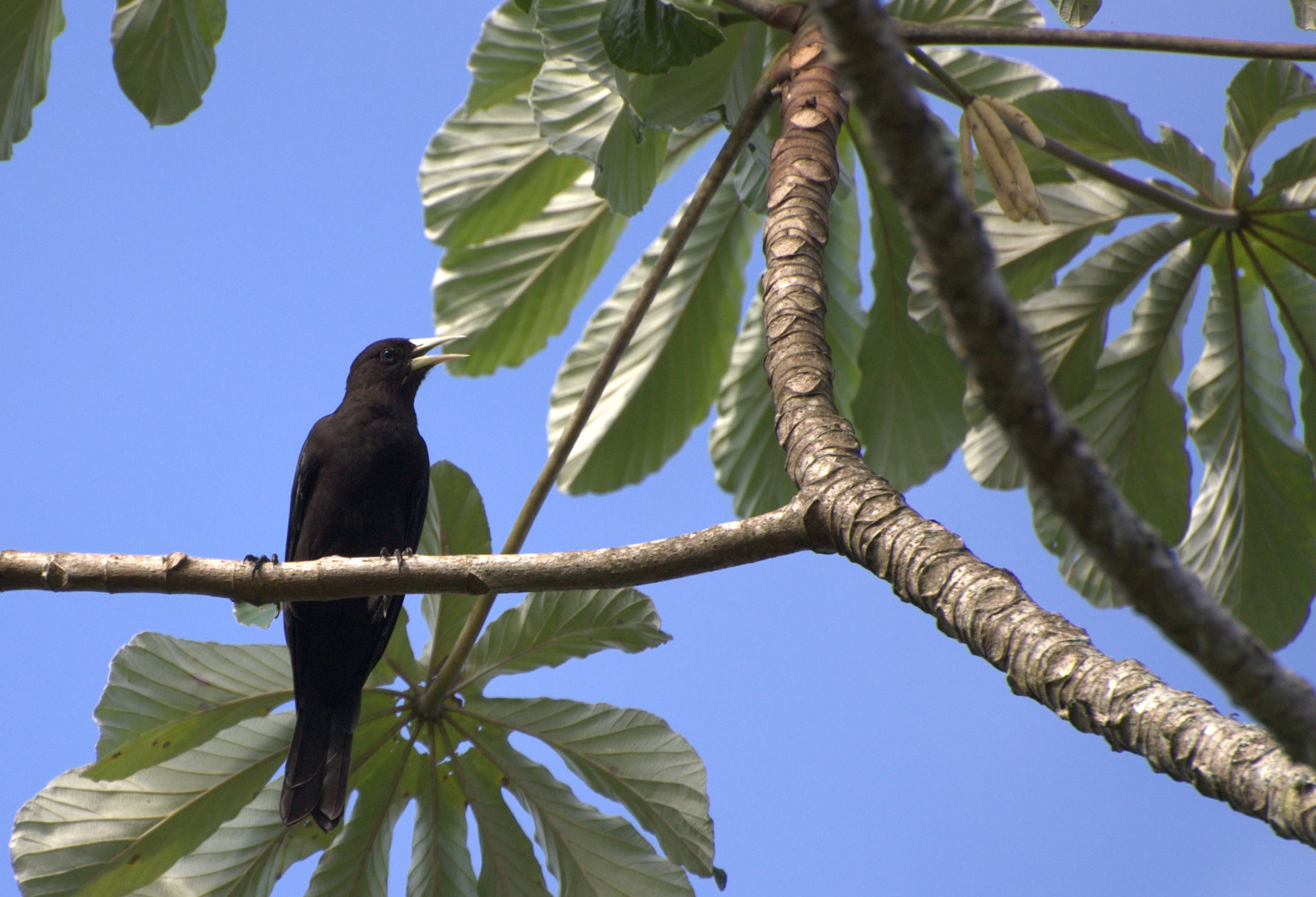